# Ampfurth
Ampfurth is een plaats en voormalige gemeente in de Duitse deelstaat Saksen-Anhalt, en maakt deel uit van de Landkreis Börde.
Ampfurth telt 390 inwoners.